# Anneau lambda
L'anneau lambda (ou anneau λ) est un anneau planétaire situé autour d'Uranus.

## Caractéristiques
L'anneau lambda orbite à 50 024 km du centre d'Uranus (soit 1,957 fois le rayon de la planète), entre l'anneau delta et l'anneau epsilon. Comme la quasi-totalité des autres anneaux d'Uranus, il est très fin, sa largeur étant de l'ordre de 2 km.